# Salomonova sodba (Giorgione)
Salomonova sodba je slika italijanskega renesančnega mojstra Giorgioneja o Salomonovi sodbi (1500–1501). Nahaja se v Galleria degli Uffizi v Firencah.
Delo je dimenzijsko in tematsko podobno njegovi pendant sliki Mojzesov preizkus ognja, prav tako v Uffiziju. Prikazuje Salomona, judovskega kralja, na prestolu z dvornimi veljaki in dvema ženskama pred nogami. Obe ženski sta zahtevali istega otroka in sta se obrnili na kralja. Salomonova izbira je razkrila lažnivko. Za njimi sta dva velika hrasta, ki delita pokrajino na dva dela.

## Zgodovina
Tabli sta prispeli v galerijo iz vile Poggio Imperiale leta 1795, ki jo pripisujejo Giovanniju Belliniju. Tam sta znani vsaj od leta 1692, ko sta bili vpisani med premoženje velike vojvodinje Vittorie Della Rovere: zato se je domnevalo, da sta bili prvotno v Urbinu v premoženju Della Rovere, ki ga je v Firence prinesla Vittoria.
Da sta bili tabli v paru, je razvidno iz podobnih dimenzij in podobnih kompozicijskih odločitev: če v eni prevladuje figura ustoličenega faraona, ima v drugi simetrično mesto izraelski kralj.
Kot večina Giorgionejevih del je tudi tu prišlo do številnih razlik v atribucijah in zmenkih. Če nekateri dvomijo o njegovi roki pri slikanju figur, so pokrajine skoraj zagotovo njegove (Berenson, 1936). Fiocco (1941) omenja Campagnolo kot možnega sodelavca, Longhi (1946) neznano osebo iz Ferrare, Morassi (1942) Catena. Glede na novejše študije naj bi bila slogovna neskladja prej pripisana obnovam. Da bi to potrdili, obstaja slika, združljiva z Giorgionejevim slogom, to je barvna skala (kot pri Madonni Benson ali pri Rojstvu Allendola), medtem ko je velik hrast viden tudi v Juditi z glavo Holoferna v Ermitažu, pa tudi v znameniti Nevihti.
Predlagani datumi se gibljejo od 1495 do 1505, vendar so najverjetnejši v začetku 16. stoletja. Cavalcaselle je prvi poročal o dveh Giorgionejevih delih leta 1861.

## Opis in slog
Na visokem prestolu na desni Salomon ukaže vojaku, naj razdeli otroka na polovico, o katerem sta se sporekli dve ženski. Ena od obeh se mu odreče na kolenih in ga pogleda v povojih, druga pa se zdi, da naredi gesto nezainteresirane sebičnosti.
Naokoli so različne figure v eksotičnih oblekah, značilnih za beneško umetnost, ki je bila vajena tujega prebivalstva in običajev. Večinoma so zastopani v izokefaliji, torej z glavami v isti višini.
Zadaj se razprostira prostrana pokrajina z visokim hrastom in cipresami v središču ter s temnim delom, ki ga daje skalnata ostroga na desni in ena odprtina v daljavi na pokrajini, kjer so vidni gradovi in gore izgubljeni na obzorju.
V zvezi z Mojzesovo ploščo so tudi v vsebini podobnosti: če v eni sceni despotski kralj preizkuša otroka, se v tej sceni modri kralj pokaže kot nepristranski sodnik med dvema ženskama, ki se potegujeta za živega novorojenčka in se odpovesta mrtvemu.
Na hrbtni strani je slikovna dekoracija s prepletenimi palmovimi in lovorovimi lističi.